# Мучник Леонід Овсійович
Леоні́д Овсі́йович Му́чник (нар. 17 грудня 1896, Одеса — пом. 8 січня 1966, Одеса) — український художник радянських часів, професор, педагог.

## Життєпис
Л. О. Мучник народився в 1986 році в Одесі в родині годинникаря.
У 1911—1914 роках навчався у Одеському художньому училищі  (педагоги К. Костанді та Г. Ладиженський). 1926 року закінчив Одеський художній інститут, в якому довгі роки працював викладачем.
Серед його вихованців: О. Ацманчук, В. Власов, К. Ломикін, А. Сорока, С. Рябченко, К. Філатов, В. Хоренко.
Враження від війни та революції, чиспені розповіді учасників подій 1905 року, героїзм російських моряків залишили в душі художника глибокий слід. Однією з основних тем його творчості стали революційні події на Чорному морі. Співець мужності радянських моряків, він створює ряд картин, присвячених рокам Великої Вітчизняної війни.
1919 року Л. О. Мучник вступає до лав червоної Армії і бере участь у боях проти білополяків та петлюрівців. Після закінчення громадянської війни він повертається до Одеси і продовжує навчання в щойно створеному художньому інституті у видатного художника Павла Гавриловича Волокидіна.
Вже в студентські роки Мучник бере участь у виставках товариства імені К.К Костанді. В 1934 році на VI всеукраїнській виставці у Києві було показано його картину "Підвіз провіанту до панцерника «Потьомкін у 1905 р.». Митець вперше звертається тут до однієї з найяскравіших сторінок революційного минулого Чорноморського флоту. В жанровій сцені уміло передано героїзм трудящих Одеси, їх нестримне бажання допомогти повсталим потьомкінцям. Глядач гостро відчуває те підсення, яким був охоплений одеський пролетаріат в перші місяці революції 1905 року.
Через три роки з'являється друга картина О. Мучника, присвячена тій же хвилюючій темі революції — «Повстання на крейсері Очаков» (1937). Центральне місце в творі займає романтичний образ керівника повстання лейтенанта Шмідта.
З 1949 по 1957 рік Л. О. Мучник працює над монументальним полотном «Повсталі потьомкінці виносять тіло Валінчука на берег».
Особливо плідними для творчості художника стали два літа, проведені ним у Криму (1950 і 1955 роки). Яскрава, своєрідна природа півдня повністю захопила художника і знайшла своє відображення в багатьох сонячних, колористично насичених пейзажах та картинах: «Пушкінська скеля», «Вид на Ай-Петрі», «Ай-Даларн» і. т. д.
1963-го в Одесі відбувається його персональна виставка.
Малював пейзажі, міські види та багатофігурні композиції — переважно відтворюють події з існування Чорноморського флоту.
У повоєнні роки художник продовжує плідно працювати, головну увагу, насамперед, зосереджуючи на мариністиці. Так світ побачила його робота «Одеса. Військова гавань» (1952). Як зазначає Ігор Шаров, вона написана в яскравому кольорі, насичена світлом та мажорним настроєм, гарно побудована композиційно, ця невеличка за розміром картина відразу викликає відчуття радості. Намагання показати радість та щастя людей повоєнної Одеси, відійти від трагічності побудови образів, будь-якої мінорності є характерною рисою творчості митця 50-х років ХХ ст. Зауважимо лишень, що на відміну від класичних творів живописців-маріністів, які зображують воду та берегову лінію місцевості в різних станах, у роботах Мучника неодмінною деталлю є присутність бойової військової техніки.
Його твори зберігаються у Національному художньому музеї України, Одеському та Харківському художніх музеях.
Помер у 1966 році в Одесі. Похований на центральній алеї 2-го християнського кладовища.

## Твори
- «Підвіз провіанту до броненосця „Потьомкін“ у 1905 році» (1934)
- «Свіжий вітер (Буря на морі)» (1935),
- «Повстання на крейсері „Очаків“» (1937),
- «Загибель ескадри» (1938),
- «Ялтинський порт» (1942),
- «Море» (1946),
- «Потьомкінці виносять на берег тіло вбитого Г. Вакуленчука» (1947–57),
- «Ми ще повернемося!» (1947),
- «Хризантеми» (1948),
- «Двоє» (1949),
- «Штормовий вечір», «Новий Світ. Крим», «Набережна Ялти» (усі — 1950),
- «Опівдні», «У порту. Одеса» (обидва — 1951),
- «Скелі, освітлені сонцем» (1952),
- «У відкритому морі» (1954),
- «Бузок цвіте», «Двоє на березі моря», «Лагодять сіті» (усі — 1955),
- «Берег моря» (1956), «У горах» (1958), «Сонячний ранок» (1959), «Гурзуф» (1961).
- портрети.